# Kjærlighetsviser
Kjærlighetsviser utkom i Norge den 1 oktober 2001 och är ett coveralbum av den norska sångerskan Elisabeth Andreassen där hon tolkar norska låtskrivare som Åge Aleksandersen, Halvdan Sivertsen, Bjørn Eidsvåg och Jan Eggum med flera. Producerade gjorde Svein Gundersen och Svein Dag Hauge, vilka även arrangerade och spelade in albumet. Arbetet med albumet började i början av år 2000. Förutom norska låtar som "Eg ser", "Har en drøm", "Dains me dæ", "En natt forbi" och "Kjærlighetsvisa" finns Rolf Løvlands "Ingen er så nydelig som du" och Anne Linnets "Tusen bitar".
Elisabeth Andreassen försökte sjunga sångerna på originaldialekterna. En kritiker kallade albumet för "en av tidernas sämsta norska coverskivor". Albumet blev ändå populärt bland publiken, och såldes i över 30 000 exemplar, vilket innebar en guldskiva. Albumet följdes upp av en kortare turné i Norge vid namn "Med gutta på tur", eftersom alla albumspår utom ett har manliga låtskrivare. Största hitlåtar blev "Dains me dæ", som också utkom på singel, "Ingen er så nydelig som du", "Lys og varme", "Eg ser" och "Neste sommer".

## Låtlista
1. "Vi vandrar saman" (Svein Dag Hauge)
2. "Kjærlighetsvisa" (Halvdan Sivertsen)
3. "Dains me dæ" (Åge Aleksandersen)
4. "Ingen er så nydelig som du" (Rolf Løvland/Ove Borøchstein)
5. "Har en drøm" (Trygve Hoff/Svein Gundersen)
6. "Lys og varme" (Åge Aleksandersen)
7. "Tusen bitar" (Anne Linnet/Björn Afzelius)
8. "Neste sommer" (Lars Lillo-Stenberg/Kyrre Fritzner)
9. "Vinsjan på kaia" (Frode Viken/Idar Lind)
10. "Eg ser" (Bjørn Eidsvåg)
11. "En natt forbi" (Jan Eggum)

## Medverkande

### Musiker
- Elisabeth Andreassen – sång
- Svein Dag Hauge – gitarr
- Rino Johannessen – basgitarr
- Trond Lien – piano, keyboard
- Stein Austrud – keyboard
- Per Hillestad – trummor, percussion
- Hans Fredrik Jacobsen – flöjt
- Annbjørg Lien – nyckelharpa på "Vi vandrar saman"
- Kristin Skaare – dragspel på "Kjærlighetsvisa"
- Svein Gundersen – dragspel på "Vinsjan på kaia"
- Hege Sundt Magnussen – oboe på "Har en drøm"
- Torfinn Hoffart – cello på "En natt forbi"
- Aina Andreassen – körsång
- Åse Karin Hjelen – körsång
- Per Øystein Sørensen – körsång

### Produktion
- Svein Gundersen – musikproducent
- Svein Dag Hauge – musikproducent
- Morten Lund – mastering

## Listplaceringar
| Lista (2001) | Topplacering |
| ------------ | ------------ |
| Norge        | 5            |